# Francisco Xavier de Luna Pizarro
Francisco Xavier de Luna Pizarro Pacheco (Arequipa, 3 de novembro de 1780 - Lima, 9 de fevereiro de 1855) foi um prelado da Igreja Católica e político peruano.
Considerado uma das mais influentes figuras políticas do Peru Independente, Luna Pizarro exerceu a presidência interina do país em dois breves períodos nos anos de 1822 e 1833. Como Presidente do Congresso Constituinte, esteve entre os principais articuladores das três primeiras Constituições do Peru (1822, 1827 e 1834). 
Foi também Arcebispo de Lima, de 1843 a 1855.

## Biografia
Desde muito jovem se inclinou para a profissão religiosa, estudando no Seminário de San Jerónimo de Arequipa, graças a uma bolsa concedida pelo então bispo de Arequipa, Dom Pedro José Chávez de la Rosa. Formou-se em doutorado em direito na Universidade Régia e Pontifícia do Colégio Seminário de Santo Antônio Abade de Cusco, em 1796.
Em 6 de julho de 1806, foi ordenado padre, pelo bispo de Cusco, Dom Bartolomé María de las Heras Navarro. Em 1807 foi nomeado Vice-Reitor e Regente de Estudos do Seminário de San Jerónimoe, no ano seguinte, obteve em concurso a paróquia de Torata na Diocese de Arequipa.
Em 1809 foi para a Espanha acompanhando o Bispo Chávez de la Rosa, onde foi nomeado capelão do Conselho das Índias. Foi nomeado depois por Dom Heras como examinador sinodal. Em 7 de janeiro de 1814 foi nomeado Secretário do Capítulo da Sé de Lima. O Vice-rei José Fernando de Abascal y Sousa, fundador do Escola de Medicina San Fernando de Lima nomeou-o seu reitor, após a Independência.
Em 1818 foi um dos membros para a organização dos estatutos das conferências de Jurisprudência da Ordem dos Advogados de Lima. Luna Pizarro foi um grande apoio do General José de San Martín para a transmissão de ordens e troca de mensagens antes da entrada do Exército de Libertação na capital do Peru, e participou da sessão do Cabido de Lima, em 15 de julho de 1821, em que falou sobre a independência, e firmou sua assinatura, nesse mesmo dia, no ato da independência, exatamente ao lado de outro notável herói e clérigo como ele, Toribio Rodríguez de Mendoza. Serviu pela primeira vez como presidente interino do país entre 20 e 22 de setembro de 1822.
Em 1823, sendo deputado ao primeiro Congresso Constituinte, foi seu presidente. Por desentender-se com José de la Riva Agüero, exilou-se no Chile neste mesmo ano, retornando em 1825. Mas logo retornou ao exílio chileno, por desentender-se desta vez com Simón Bolívar. Em 1829, com a queda de José de La Mar, foi preso e mais uma vez, desterrado para o Chile, retornando em 1832. Em dezembro de 1833, mais uma vez ocupou a cadeira presidencial interinamente.
Foi nomeado pelo Papa Gregório XVI como bispo-auxiliar de Lima, atribuindo o título in partibus infidelium de Alalis em 1 de fevereiro de 1836. Foi consagrado em 21 de setembro de 1837, na Catedral de Lima, por Dom Jorge de Benavente y Macoaga, arcebispo de Lima. Com a morte de Dom Francisco de Sales Arrieta, foi nomeado vigário capitular em sé vacante até que foi proposto para arcebispo de Lima, confirmado pelo Papa Gregório XVI em 24 de abril de 1845, recebendo o pálio no dia 27 de abril de 1846.
Organizou o Seminário dando-lhe constituições segundo o espírito do Concílio de Trento, aumentando prodigiosamente os seus rendimentos, e para o conseguir sujeitou-se a uma vida frugal e pobre, com o objetivo de doar o excedente de sua renda, como verificou deixando-lhe uma soma considerável, com a qual um quarto maior poderia ser providenciado por seu sucessor, reformando-o de maneira decente e conveniente para o benefício do clero.
Morreu em Lima em 9 de fevereiro de 1855 e seu corpo foi sepultado no panteão arquiepiscopal da Catedral de Lima.